# اچ.اچ. هولمز

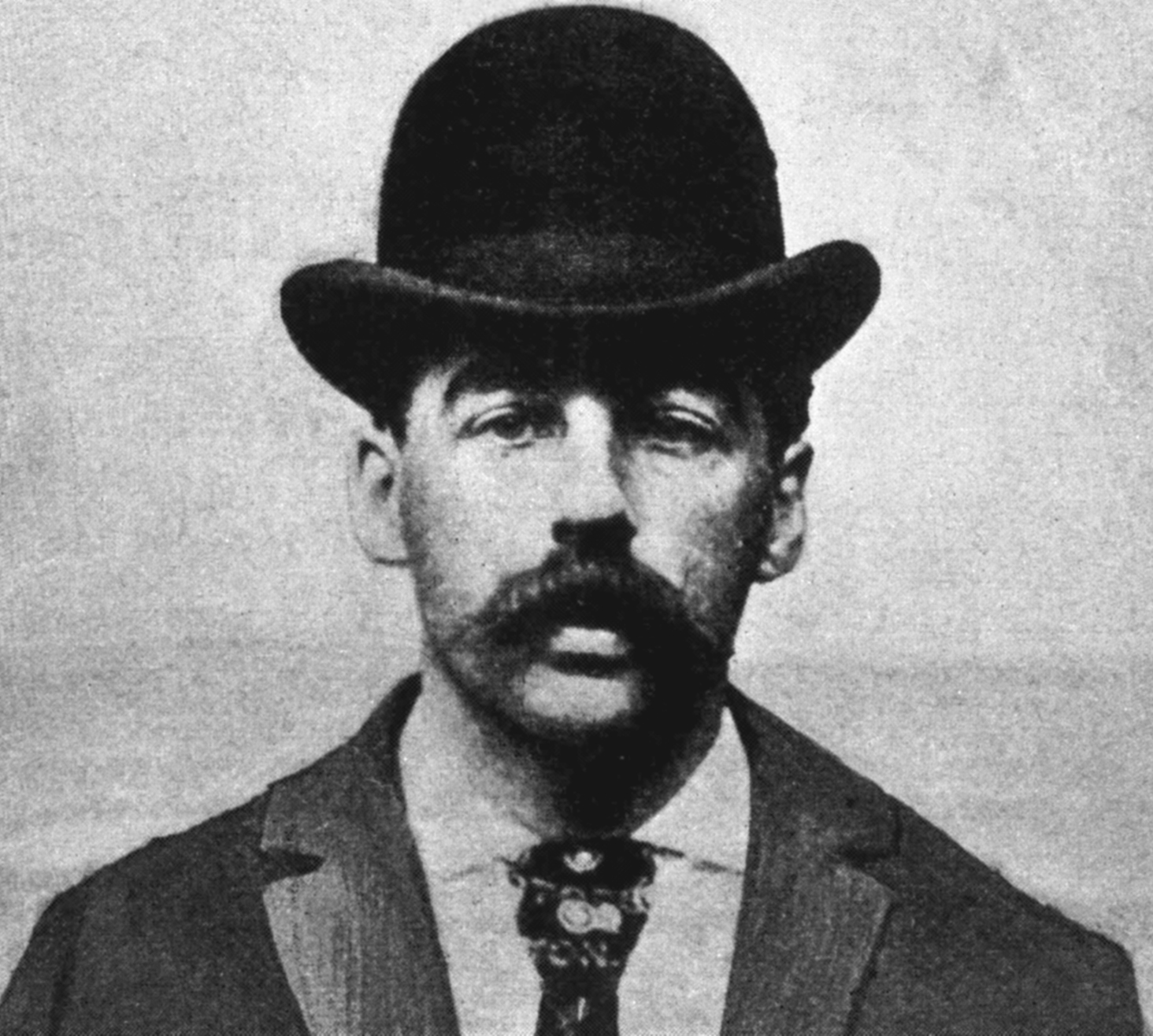
نگاره‌ای از ماجت، ۱۸۹۵ میلادی

هرمن وبستر ماجت (به انگلیسی: Herman Webster Mudgett) (۱۶ مه ۱۸۶۱ – ۷ مه ۱۸۹۶) که بیشتر با نام مستعار دکتر هنری هوارد هولمز (به انگلیسی: Dr. Henry Howard Holmes) شناخته می‌شود یک قاتل سریالی بود که در ۷ مه ۱۸۹۶ در فیلادلفیای آمریکا به دار آویخته شد.
در سال ۱۸۸۶، دکتر اچ اچ هولمز که یک داروساز شناخته شده اهل شیکاگو بود که یک داروخانه را در این شهر خریداری کرده و در طی ماه‌ها بعد به خریداری املاک کنار آن ادامه داد تا یک بلوک کامل را صاحب شد و در ادامه این بلوک را به یک هتل مجلل تغییر داد. این هتل در سال ۱۸۹۳ و رویداد بزرگ جهانی موسوم به نمایشگاه بین‌المللی افتتاح شد، به همین دلیل بود که نام هتل را هتل نمایشگاه بین‌المللی گذاشت. اما در این هتل و بدون اطلاع زنان و مردانی که در آن کار می‌کردند، کارهای دیگری نیز انجام می‌شد. هولمز که نام واقعی او هرمان وبستر ماجت بود، یک روانی سادیسمی بود که این سازه را با توجه به نیازهای خود و با دقت تمام ساخته بود.
کارگران هر کدام در بخش کوچکی از ساختمان کار کرده و هر کدام نیز مدتی قبل از اتمام کار آن قسمت از هتل اخراج می‌شدند، به جز هولمز که خود می‌توانست تصویر کلی تمامی بخش‌های تکمیل شده هتلش را ببیند. هتل نمایشگاه بین‌المللی در واقع یک خانه وحشت بود که برای شکنجه و قتل طراحی می‌شد. بیشتر اتاق‌ها هیچ پنجره‌ای نداشته، همراه با درها و راه پله‌هایی که به جایی نمی‌رسیدند و راهروهایی که به بن‌بست منتهی می‌شدند. یکی از اتاق‌ها مخصوص دار زدن بود، سلولی دیگر با آجر ساخته شده و برای کسانی بود که هولمز می‌خواست از گرسنگی و تشنگی در آن بمیرند. در دیوار برخی از اتاق‌ها چراغ‌های جوشکاری نصب شده و در برخی دیگر شیرهای گاز تعبیه شده بود، در حالی که راهرویی از طبقات بالاتر به سمت زیرزمین می‌رفت. زیرزمین دارای دو کوره بزرگ بود که می‌توانستند به یکباره چندین جنازه را در خود جای دهند.
هولمز از هجوم توریست‌ها و شهروندان جدید که به خاطر نمایشگاه بین‌المللی به شیکاگو می‌آمدند استفاده کرده و آن‌ها را به هتل خود که بعدها به هتل مرگ مشهور شد می‌کشاند. او تا قبل از دستگیری ده‌ها نفر را شکنجه، قصابی و به قتل رساند، اما از آنجایی که بقایای اجساد در کوره‌ها، چاله‌های آهک یا اسید از بین رفته بودند، مشخص کردن تعداد قربانیان بسیار دشوار می‌نمود. بعد از بررسی مدارک جمع‌آوری شده توسط پلیس در جریان تفتیش هتل، ۹ قتل به‌طور رسمی تأیید شد.
هولمز که یک شخصیت توهمی و بسیار دروغگو داشت ادعا کرد که او به‌طور مستقیم آلت دست شیطان است و در حالی که در ابتدا به قتل ۱۰۰ نفر اعتراف کرده بود، سپس تعداد آن‌ها را به ۲۷ و ۳۰ نفر تقلیل داده و در نهایت ادعا کرد که تنها دو نفر را کشته است، اما برآوردهای مقامات، تعداد قربانیان او را بیش از ۲۰۰ نفر نشان می‌داد. هولمز در می ۱۸۹۶ گناهکار شناخته شده و به اعدام محکوم شد. طناب دار نتوانست گردن او را بکشند که باعث خفگی دردناک هولمز در مدت ۱۵ دقیقه شد.
هلمز تا لحظه مرگش آرام باقی ماند و علائم بسیار کمی از ترس، اضطراب یا افسردگی از خود نشان داد. او وصیت کرد تا تابوت خود را در سیمان قرار دهند و در عمق ۱۰ فوتی دفن کنند، زیرا نگران بود دزدان قبر جسد او را بدزدند و از آن برای تشریح استفاده کنند. یک سال قبل از مرگ هولمز، هتلش به شکلی رازآلود دچار آتش‌سوزی شده و اسکلت باقی مانده از آن نیز چند دهه بعد فرو ریخت. زمین این هتل اکنون محل استقرار شاخه انگلوود اداره پست ایالات متحده است.
در سال ۲۰۱۷، در پی برخی شایعات که هلمز از مجازات اعدام گریخته است، بدن وی توسط دانشگاه باستان‌شناسی و مردم‌شناسی پنسیلوانیا نبش قبر شد، به دلیل اینکه تابوت هلمز توسط سیمان کاملاً پر شده بود مشاهده شد که بدن او به‌طور طبیعی تجزیه نشده است. لباس‌های او تقریباً کامل حفظ شده بود و سبیل‌هایش دست نخورده پیدا شد. طبق آزمایش‌ها تشخیص داده شد که جسد هولمز است.